# ناصر زكري
ناصر زكري هو لاعب كرة قدم جزائري في مركز الهجوم، ولد في 8 مارس 1971 في مدينة الجزائر في الجزائر. لعب مع مولودية الجزائر.

## وصلات خارجية
- ناصر زكري على موقع قاعدة بيانات كرة القدم.إي يو (الإنجليزية)
- ناصر زكري على موقع ناشيونال فوتبول تيمز (الإنجليزية)